# کاشی‌کاری ایرانی

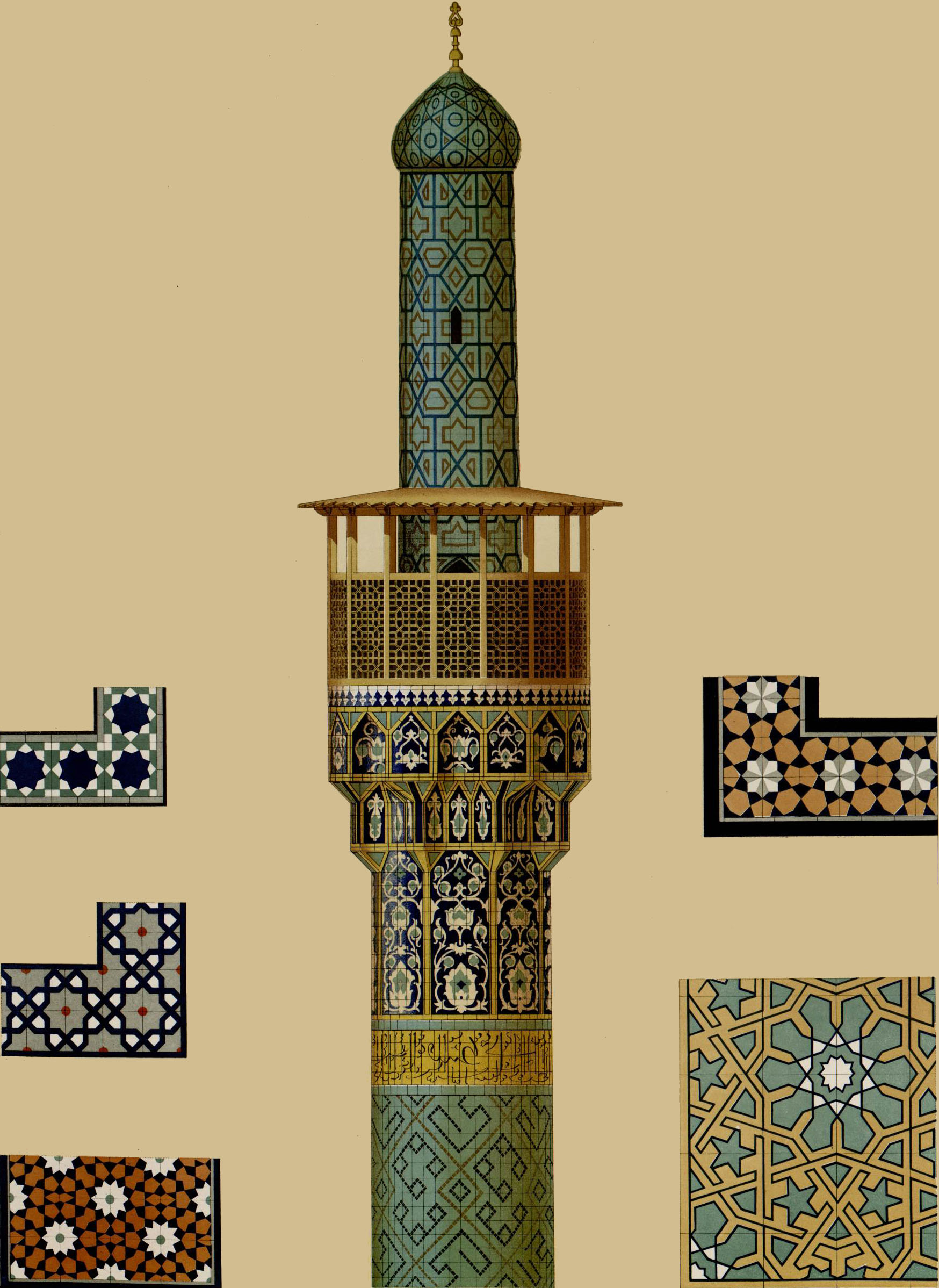
جزئیات کاشی‌کاری و طرح منارهٔ مدرسهٔ چهارباغ اصفهان، اثر پاسکال کوست، نقاش و معمار فرانسوی به سال ۱۸۴۰ میلادی.

با گسترش دین اسلام در شرق، شیوهٔ معماری در این مناطق خصوصاً در بخش تزیینات تغییر نمود. اسلامیون، آن دسته از آثار هنری که از آداب و رسوم اسلامی خارج بودند و حاوی نماد انسانی و حیوانی بودند را تخریب کردند. در نظر آنان هنر می‌بایست در خدمت علم و دانش باشد نه پرستش. در عهد اسلامی هنرهای تزئینی و صورت‌گری فقط از جهت صحنه‌های یادگاری و حماسی باقی ماندند. نقاشی مشجر خطوط هندسی و نوشته‌های کوفی مزین و آمیخته با گل و برگ و غیره روی بناها یقیناً از سده سوم هجری به بعد رواج یافته‌اند. این گونه تزئینات را می‌توان در خشت‌های بنای آرامگاه اسماعیل سامانی در بخارا (حدود سال ۳۰۰ قمری)، آرامگاه پیرعلمدار (۴۱۸ قمری)، نقاشی گل و برگ لوحهٔ سنگی مرمر سلطان محمود غزنوی (حدود ۴۲۱ قمری)، آثار نقاشی روی سنگ گچ دیوارهای ابنیهٔ عصر سامانیان و اوایل دورهٔ غزنویان مشاهده کرد. بعد از آن در آسیای مرکزی شاهد پیشرفت نقاشی در عصر سلجوقی هستیم که نمونه‌های آن را می‌توان در محراب مسجد جامع اولیا (حدود ۴۶۰ قمری)، بناهای مسعود سوم و مناره‌های غزنی (حدود ۵۰۰ قمری)، بقایای بناهای چشت شریف، مسجد جامع هرات (۵۶۷ قمری)، نقاشی‌های بنای مرقد یحیی بن زید در سرپل (حدود ۴۳۰ قمری) مشاهده کرد.
شیوهٔ تزئینی بناهای اسلامی در دورهٔ تیموری‌ها در هرات نفوذ بیشتر کسب کرد و به اوج تکامل خود رسید. نمونه‌های قابل توجه تزئینی و ساختمانی اسلامی در افغانستان عصر تیموری‌ها شامل موارد زیرند: کاشی‌های مسجد جامع هرات، مقبره گوهرشاد، کاشی‌های مناره‌های مصلی، کاشی‌های منار تیموری در قلعه اختیارالدین، کاشی‌کاری مقبره شاه ولایت ماب (که به عقیده بعضی از پژوهشگران، هفتصد نوع کاشی در آن به کار رفته) و کاشی‌کاری مقبرهٔ خواجه عبدالله انصاری. تعدادی از آثار تاریخی دیگر از قبیل مناره‌های مساجد، زیارتگاه‌ها و مقابر در نقاط مختلف افغانستان چون بلخ، لشکرگاه، هرات، قندز، غور، غزنه، و کابل و سایر گوشه و کنار افغانستان که تاکنون موجود است هر کدام شاهد انواع شیوه‌های تزئینی رایج در افغانستان بوده‌است.
دوره صفویان، کاشی‌های سرامیکی با نقش‌ونگارهای دقیق و زیبا برای تزیین ساختمان‌های معروفی مانند مسجد شاه (اصفهان) و مسجد شیخ لطف‌الله در اصفهان استفاده می‌شدند. این بناها در دوران حکومت شاه عباس اول ساخته شدند.

## کاشی و کاربرد آن

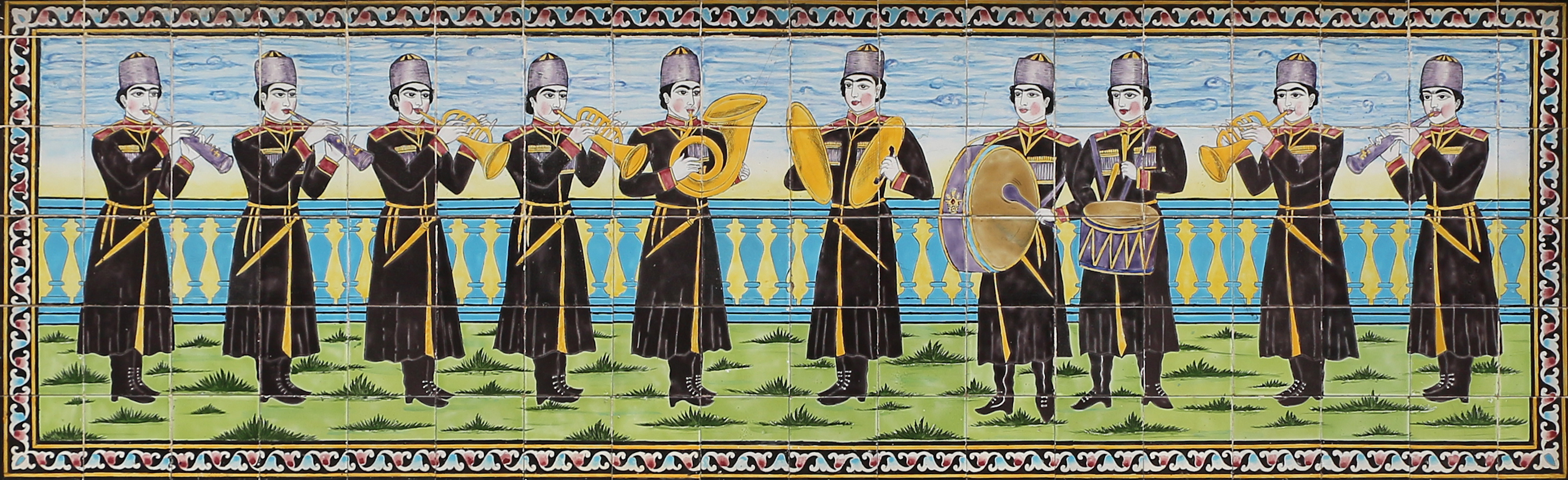
نگاره‌ای از کاشی‌کاری‌های زیر ایوان اصلی ساختمان شَمس‌اُلعِماره، از شاخص‌ترین بناهای کاخ گلستان. کاشی‌ها اجرایی از گروه ارکستر نظامی بریگارد قزاق را به‌تصویر کشیده‌اند.

کاشی از لحاظ تاریخی پنجمین شیوهٔ اساسی و بنیادی در تزئینات ساختمان‌های آبده یی و ساختمان‌های عادی است. استفاده از این شیوه در معماری اسلامی بسیار رایج است و طرح‌های جالب، جلوی رشد و کشف تزئینات خشتی و گچی را گرفت و همه علاقه‌مند به تزئینات با کاشی شدند. استفاده از کاشی به نحوی که روی دیوار را کاملاً بپوشاند اولین بار در قرن ۱۳ و در قونیه به کار رفته‌است. کاشی‌کاری به صورت هنر تزئینی در کشورهای اسلامی به اوج شکوفایی خود رسید و یکی از ویژگی‌های برجستهٔ معماری اسلامی به‌شمار می‌رود.

## انواع
کاشی‌هایی که برای تزئین عمارات به کار می‌رود چند نوع بوده که ذیلاً توضیح می‌گردد.

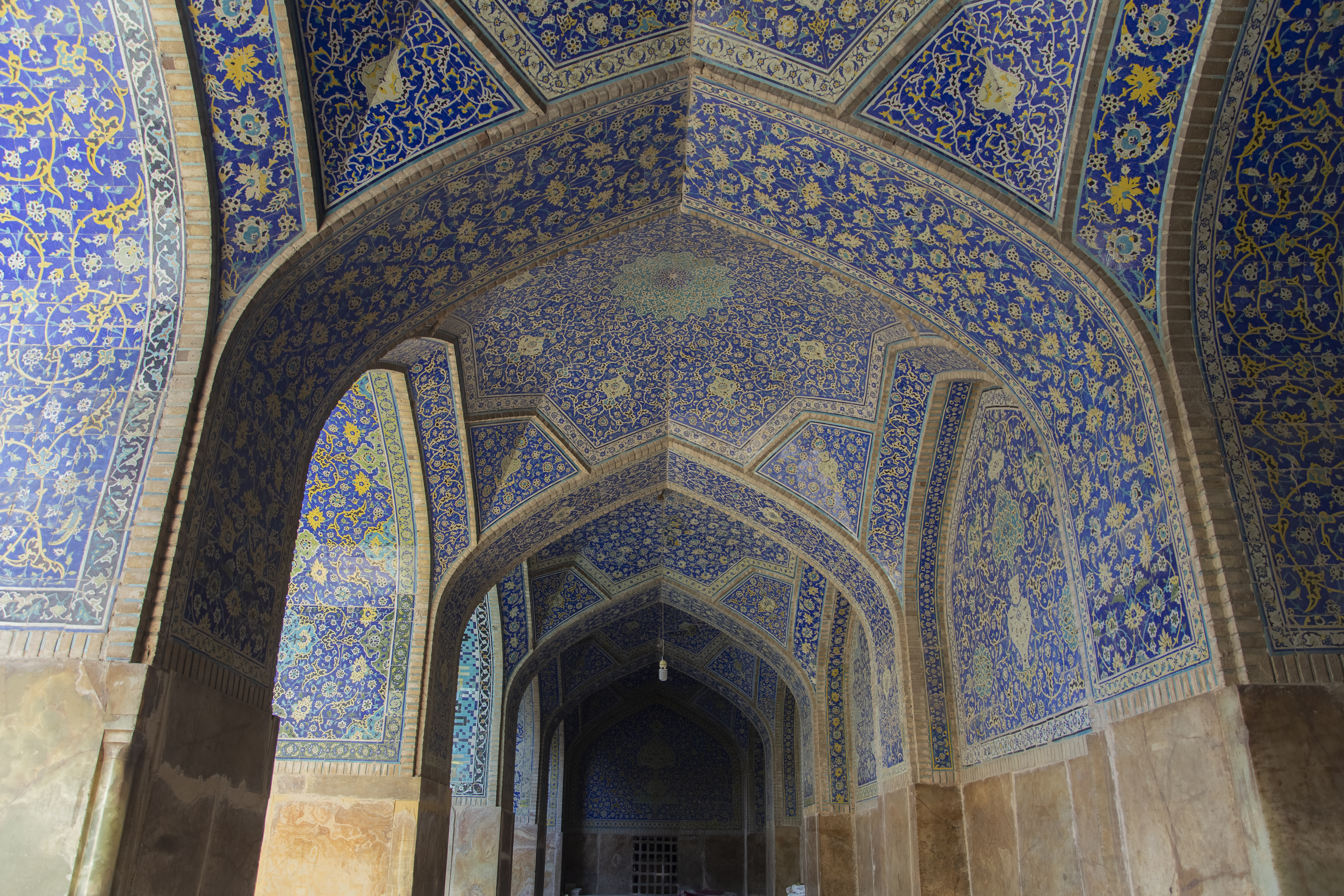
کاشی‌کاری مسجد شاه اصفهان

### کاشی معرق
با تلفیق تکه‌های کوچک گوناگون ساخته می‌شود که به اساس طرح اصل یکایک تراشیده می‌شود و در جای معین آن نصب می‌گردد.

### کاشی معقلی
دارای طرح‌های هندسی است و از تلفیق اشکال هندسی ساخته می‌شود.

### کاشی مشبک
این نوع کاشی‌ها برای ایجاد طرح‌های پیچیده کنار یکدیگر چیده شده و از آن‌ها برای تزئین محراب استفاده می‌شده است همچنین کاشی مشبک به عنوان پنجره در دیوار‌های مشرف استفاده می‌شده است که هم نور لازم را به داخل اتاق می‌رسانده و هم از اشراف خانه به بیرون جلوگیری می‌کرده است.

### کاشی گره
گره در کاشی کاری به معنای یک الگو از اشکال هندسی است. زمانی که تولید کنندگان کاشی از مجموعه ای از اشکال هندسی با نظم و ترتیب هماهنگ و قرینه برای طراحی های خود استفاده نمایند، گره چینی رخ داده است. 

### کاشی خشتی (هفت رنگ)
از تلفیق خشت‌های ظریف لعاب‌دار که هریک از آن‌ها بخشی از طرح کلی را دربردارد ساخته می‌شود و از قرن پنج قمری با گسترش و پیشرفت سایر شاخه‌های هنر اسلامی کاشی‌کاری نیز ترقی بیشتر کسب نمود.

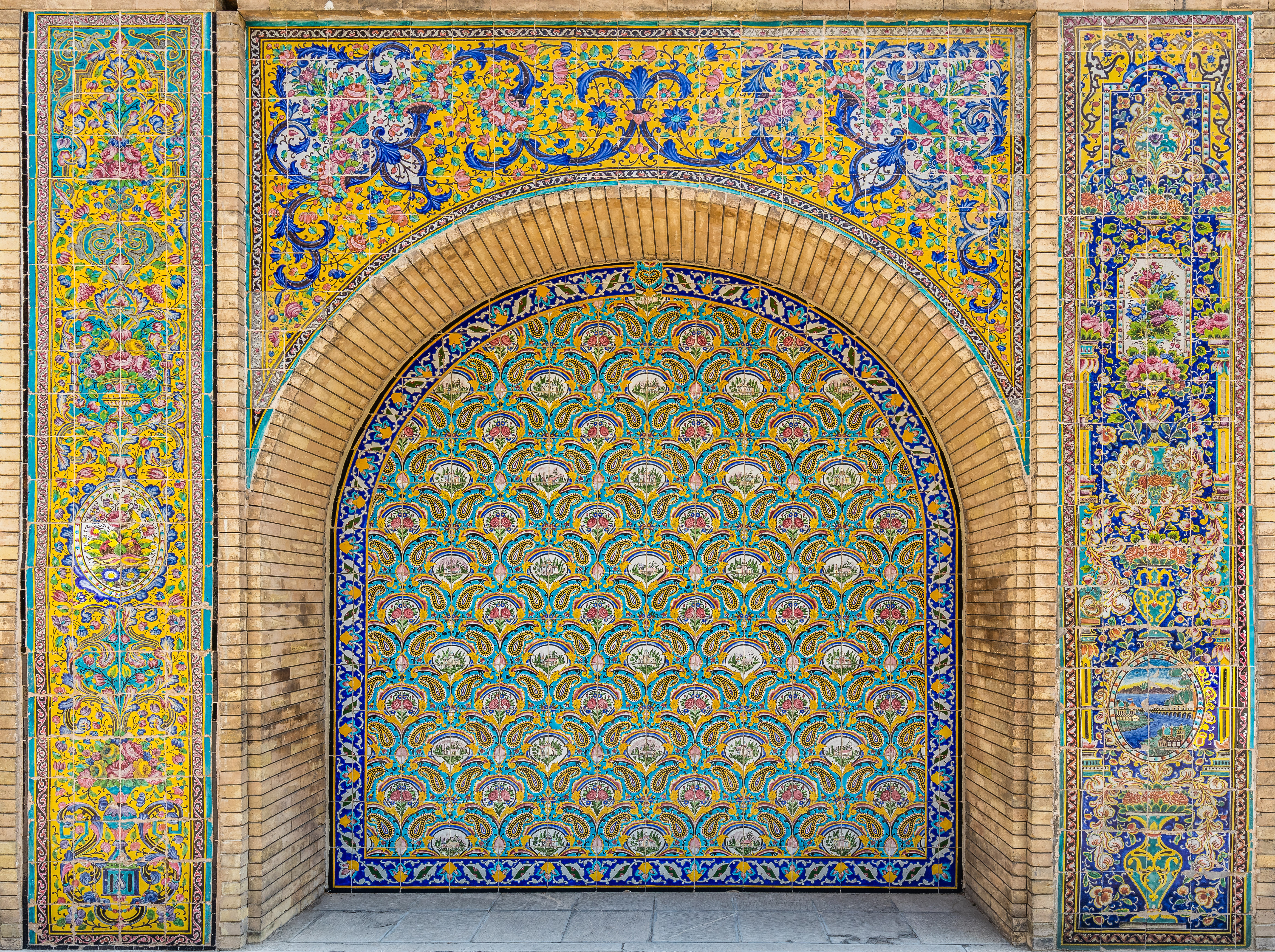
نگاره‌ای از کاشی‌کاری‌های دیوارهٔ عمارت شمس‌العماره در کاخ گلستان.

نگاره‌ای از سقف کاشی‌کاری شدهٔ جدید در یکی از ایوان‌های حرم فاطمه معصومه.

## کاشی معرق

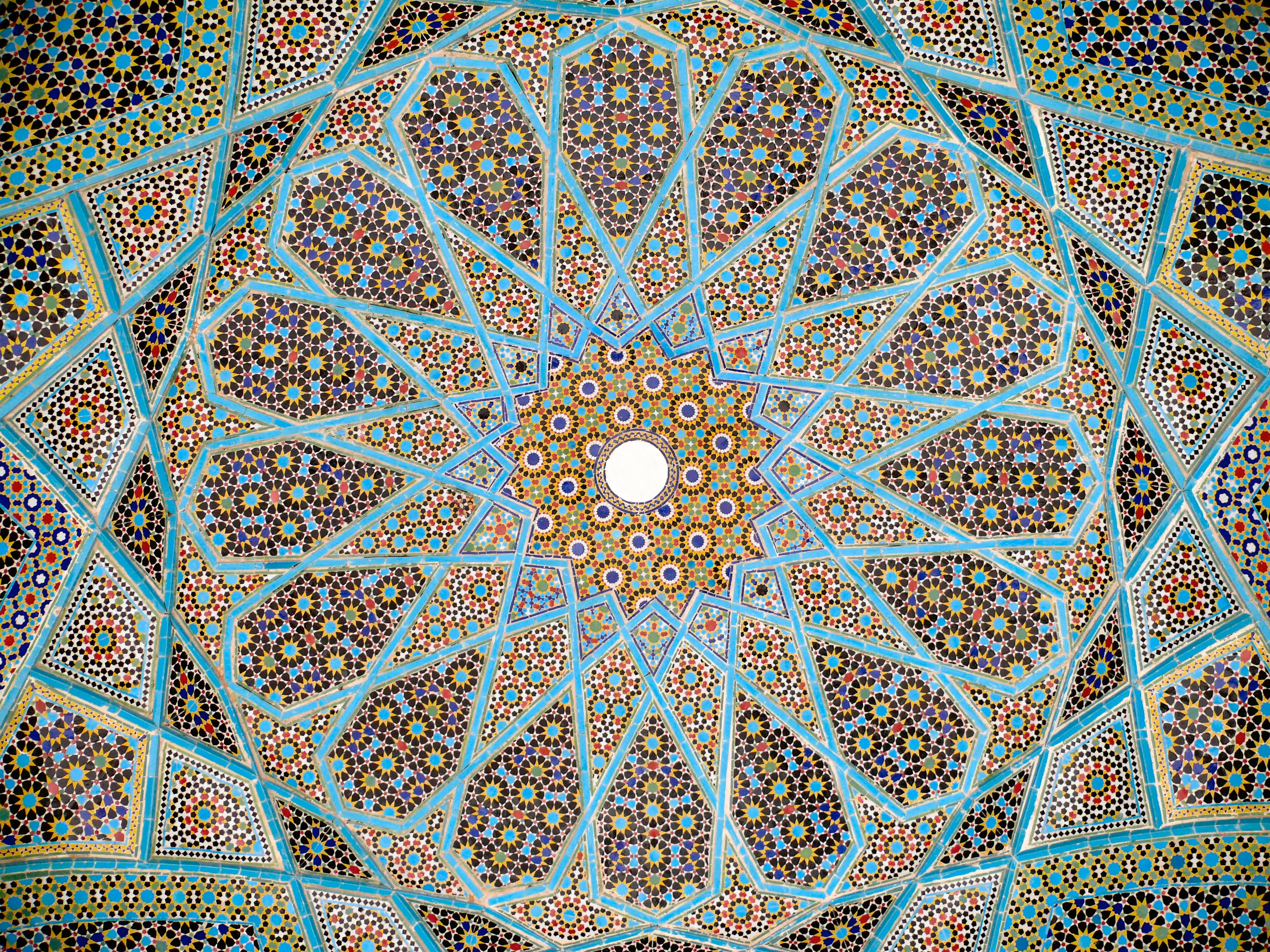
کاشی‌کاری به سبک گره معرق در زمینه رسمی‌بندی شده در سطح زیرین گنبد آرامگاه حافظ

معرق‌کاری عبارت است از قطعه‌های بریده شده کاشی که نقوش مختلف را از رنگ‌های متفاوت تراشیده و در کنار یکدیگر قرار داده و به شکل قطعاتی بزرگ درآورده و روی دیوار نصب می‌شود تا زینت‌بخش بنا گردد. این نقوش گاهی از نقش‌های گره‌کشی و گاهی از نقش‌های مختلف مانند گل و بوته‌سازی اسلیمی‌ها که هرکدام جداگانه می‌توانند بنایی را زینت بخشد.
ساختن یا نصب کاشی‌ها را به طریق فوق معرق می‌گویند. معرق‌کاری کاشی در دورهٔ سلجوقیان یعنی در قرن ۴ هجری به سمت کمال رفت و بسیار متداول گردید. در قرن هشتم هجری هنرمندان معرق‌کار به مراتب از هنرمندان عهد سلجوقی جلو افتادند. در این قرن موفق شدند اجزایی را که اشکال معرق از آن‌ها تشکیل می‌یابد کوچک‌تر کنند و لطیف‌ترین و زیباترین اشکال بنایی و هندسی را در مجموعه‌ای از رنگ‌ها نمایش دهند.
هنر معرق‌کاری در قرن‌های ۹ و ۱۰ هجری به روش‌های شرقی خود رسید. در این دوره مراکز مهم معرق‌سازی در شهرهای اصفهان، یزد، هرات و سمرقند ایجاد گردید. مرکز اصلی این کار در دوران صفوی اردبیل بوده‌است. یکی از باقدمت‌ترین این آثار را می‌توان به مسجد کبود تبریز و بعد آن به آرامگاه شیخ صفی اشاره کرد. که بعدها با تغییر پایتخت از اردبیل به اصفهان این هنر نیز همانند هنرهای دستی دیگر به دستور شاه به اصفهان منتقل شدند، و شروع به ساخت بناهای تاریخی چون میدان امام کردند.
کاشی معرق این حسن را دارد که بر سطوح غیرمسطح همچون بدنهٔ گنبدها و گلدسته‌های کوچک و حتی مقرنس‌های ظریف قرار می‌گیرد و چنانچه نیاز به مرمت پیدا کند کمتر دچار عدم هماهنگی با بقایای کاشی‌های سالم مانده می‌شود.

## کاشی هفت‌رنگ

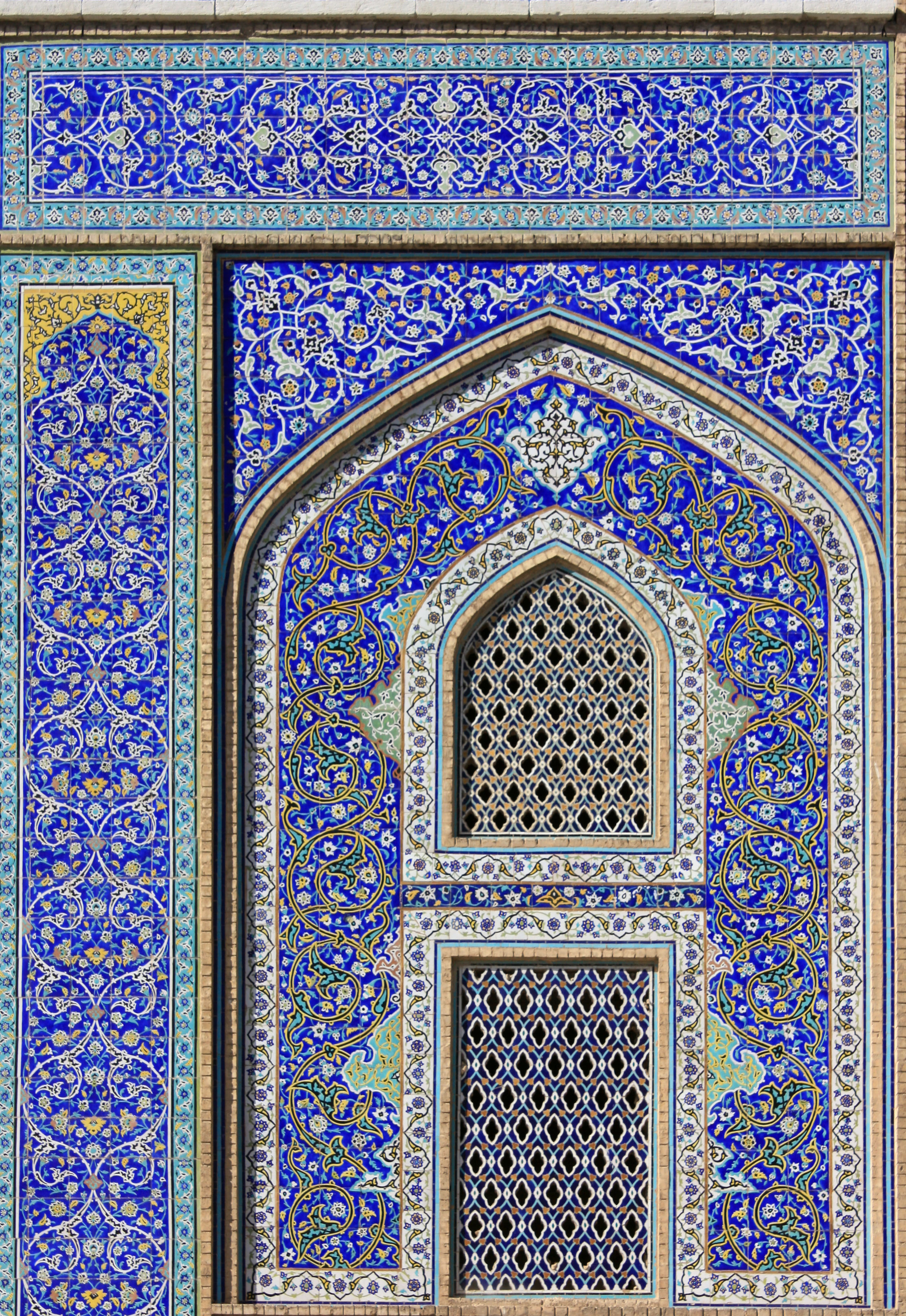
کاشی‌کاری به سبک هفت‌رنگ در مسجد شیخ لطف‌الله، اصفهان.

کاشی‌کاری هفت‌رنگ سبکی از کاشی‌کاری است که در آن از کاشی‌هایی با شکل و ابعاد منتظم بنا بر سلیقهٔ استادکار و ویژگی‌های محل اجرای اثر و به شکل‌های مربع، مستطیل، شش‌ضلعی یا اشکال دیگر و در اندازه‌های متداول ۱۵×۱۵ و ۲۰×۲۰ سانتی‌متر و برای مناره و گنبد در ابعاد ۱۵×۷٫۵ یا ۲۰×۱۰ سانتی‌متر به صورت خشت با رنگ زمینهٔ غالباً سفید تهیه شده، در کنار هم چیده و طرح یا خط مورد نظر بر روی کاغذ به‌وسیلهٔ سمبه سوراخ شده، سپس طرح اولیه به کمک گرده زغال بر روی کاشی کپی می‌شود و پس از آن به‌وسیلهٔ اکسید منگنز، قلم‌گیری شده و بعد با رنگ‌های مختلف امّا پایهٔ حرارتی پایین‌تر از رنگ اول کاشی رنگ‌آمیزی می‌گردد و دوباره به کوره رفته و آمادهٔ نصب می‌شود.
هفت رنگ اصلی و متداول جهت رنگ‌آمیزی این آثار عبارت‌اند از سیاه، سفید، لاجوردی، فیروزه‌ای، سرخ، زرد و حنایی اما امروزه از سایر رنگ‌ها مثل طلایی، سبز و … نیز استفاده می‌شود.
سرعت اجرای کاشی‌کاری به سبک هفت‌رنگ نسبت به سبک معرّق بیشتر است. از این نوع کاشی‌ها در اماکن متبرکه و تاریخی استفاده شده‌است. از کاشی‌های هفت‌رنگ صنعتی در تزئینات منزل. محل کار و قهوه‌خانه‌ها نیز استفاده می‌شود.

## خط بنایی وسیلهٔ تزئینی در کاشی
خط بنایی الهام گرفته از خط کوفی و به‌عنوان یکی از دشوارترین خطوط در زمینهٔ خوانش و نگارش بوده و در کاشی‌کاری و معماری اسلامی جایگاه ویژه‌ای دارد و زینت‌بخش کتیبه‌های داخل محراب‌ها و بالای منارها و پشت و پهلوی قوس است. این نوع خط، کاربرد زیادی در کاشی‌کاری و آجرکاری دارد. به این خاطر که برش آن آسان‌تر است مانند سایر خطوط کنج و کنار و پیچ و تاب زیادی ندارد. به همین سبب نام خط بنایی را بر این خط گذاشته‌اند.
در کاشی‌کاری شیوه‌های تزئینی دیگری هم وجود دارد که زیر نام اسلیمی، گره‌چینی، خط بنایی، مقرنس‌کاری، رسمی‌بندی، چشمه و کاسه‌سازی یا شمسه زیاد و غیره که هر یک از ارزش خاصی برخوردار است.
به‌کارگیری کاشی‌های دیواری تزئینی، راهکاری برای دکوراسیون حمام و سرویس‌ها به‌شمار می‌آید که تأثیر بسیار مثبتی بر دکوراسیون و سبک معماری فضا می‌گذارد.